# Stefanie Kemme
Stefanie Kemme (* 1973) ist eine deutsche Juristin.

## Leben
Nach der Promotion 2006 zum Dr. iur. am Fachbereich Rechtswissenschaft der Justus-Liebig-Universität Gießen war sie von 2011 bis 2015 Juniorprofessorin für Strafrecht in Hamburg. Von 2015 bis 2023 war sie Professorin für Strafrecht und Kriminologie an der Akademie der Polizei Hamburg. Seit April 2023 ist sie Professorin für Kriminologie an der Rechtswissenschaftlichen Fakultät der Universität Münster.
Ihre Forschungsschwerpunkte sind Fehlurteile, Vorurteile, Stereotype, Punitivität und Kriminalitätsfurcht (u. a. im Cyberspace), Rechtspsychologie (bspw. zum Confirmation Bias), Jugenddelinquenz und Jugendstrafrecht, Interkulturelle Kriminologie, Experimentelle Kriminologie, Kriminalitätsprognosen, Rechtsdidaktik.

## Schriften (Auswahl)
- Jugenddelinquenz in westlicher und islamischer Welt. Interkulturell-vergleichende Dunkelfelduntersuchung bei Studierenden in Gießen, Madison und Izmir. Baden-Baden 2008, ISBN  	978-3-8329-3192-6.
- Kriminalitätsentwicklung 1995 bis 2008: Ergebnisse einer Expertenbefragung. Zwischenbericht des Projekts „Auswirkungen des demografischen Wandels auf die Kriminalitätsentwicklung sowie die Arbeit der Polizei, der Strafjustiz, des Strafvollzugs und der Bewährungshilfe“. Hannover 2011.
- mit Nicole Falkenberg und Anabel Taefi: Mit Sicherheit am Ziel vorbei? Über die Wirksamkeit der DFB-Sportgerichtsmaßnahmen zur Verhinderung von Zuschauerfehlverhalten im Profi-Fußball. Ein Literaturreview. Weinheim 2023, ISBN 3-7799-7268-9.
- mit Eva Groß, Lena Posch, Anabel Taefi und Ulrike Zähringer: Basislehrbuch Kriminologie. Hilden 2023, ISBN 3-8011-0924-0.